# Cremastus crassicornis
Cremastus crassicornis är en stekelart som beskrevs av Thomson 1890. Cremastus crassicornis ingår i släktet Cremastus och familjen brokparasitsteklar. Enligt den finländska rödlistan är arten nära hotad i Finland. Arten är reproducerande i Sverige. Artens livsmiljö är myrar. Inga underarter finns listade i Catalogue of Life.